# Miroslav Forte
Miroslav Forte (né le 24 octobre 1911 à Trbovlje) est un gymnaste slovène, représentant la Yougoslavie.
Il participe aux Jeux olympiques de 1936.